# Textielbedrijf Filature du Nord
In 1870 werd in de Groendreef te Gent het textielbedrijf "Filature du Nord" opgericht. Dit textielbedrijf werd na de Tweede Wereldoorlog omgevormd tot rijkswachtkazerne.

## Geschiedenis
Reeds vóór de 11e eeuw was dit het verblijf van de familie Vaernewyck. 

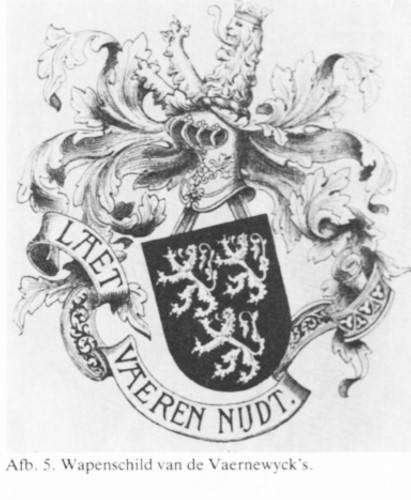
Wapenschild van de Vaernewycks

Het omwalde kasteel, vooral bekend onder de naam 'steengoed', stond op het terrein waar nu de rijkswachtkazerne is. Jan van Vaernewyck overleed in 1395 zonder mannelijke erfgenamen na te laten waardoor het ganse bezit in vrouwelijke lijn buiten de familie viel. Toch bleven de nieuwe eigenaars de trotse titel behouden van "heer van Vaernewyck". De familie speelde in de loop der jaren een voorname rol in Gent.
De akkergronden en bossen die bij het goed behoorden strekten zich uit over de parochies Sint-Martinus (Ekkergem), Mariakerke en Wondelgem. Het geheel bestond uit 22 bunder land. De familie had het goed verkregen voor bewezen diensten aan de Graven van Vlaanderen en hield het in achterleen van het leenhof van Oudburg.
Doorheen de jaren kende het domein verschillende eigenaars. De laatste eigenaar was Callier. Het ondertussen vervallen kasteel verkocht hij in 1902 aan de S.W. vennootschap "Vooruit" die het op hun beurt liet afbreken. In de plaats werd er een lusthuisje voor bejaarden gebouwd, maar deze kleine oase voor ouderen hield niet lang stand want het oude Vaernewyckse goed zou nu snel volgebouwd worden met fabrieken.
In 1870 werd de oorspronkelijke vlasfabriek "Filature du Nord" opgericht door Allier. Deze fabriek bevond zich op de plaats van het lustgoed met de bloemisterij van Callier in het voormalige oude Vaernewyck domein. Later in 1900 veranderde deze fabriek van naam en werd "Linière du Canal" en enkele jaren daarna in 1912 wanneer het alles werd overgenomen door de Vooruit, "Filatures et Tissages réunis la Nouvelle Linière du Canal, Textiles des Flandres, Chaudronnerie La Moderne, Usines Phalemdin". Ook beter bekend als de fabrieken van de socialistische textieltrust. In 1927 startten ze hier met een nieuwe textieltak onder de naam "Fil-Soetis". In eerste instantie was er de verwerking van viscose-zijdedraad maar werd later omgevormd tot katoenspinnerij en -weverij. In de jaren 1930 werd de fabriek zwaar getroffen door de crisis. "Fil-soetis" werd uiteindelijk failliet verklaard.
Op 31 juli 1941 kocht de dienst der domeinen de fabriek aan in naam van de staat via het Bureau ter Vereffening van Crisiskredietverlengingen ("L'Office de Liquidation des Interventions de crise"). Tot het einde van de Tweede Wereldoorlog werden de gebouwen ingenomen door de Duitse bezetters. Tijdens de bevrijding raakten de gebouwen beschadigd.
De Sint-Pietersabdij werd tot het einde van de oorlog gebruikt als kazerne, waar de leprozerie van de abdij de Eerste Mobiele Rijkswachtgroep huisveste. Na de oorlog werd het oude Sint-Pietersklooster teruggegeven aan stad Gent. Hierdoor moesten ze op zoek naar een nieuwe locatie. In augustus 1948 betrokken de rijkswachters "Fil-Soetis".

## Architectuur

### Rijkswachtkazerne
Na de oorlog waren veel herstel- en aanpassingswerken nodig, bestaande gebouwen werden gerenoveerd maar ook werden nieuwe gebouwen gerealiseerd. In 1966 ging ook de weverij en spinnerij L'Avenir van Motte failliet. Hierdoor kon de Mobiele Groep ook gebruik maken van deze terreinen. De grote binnenplaats deed dienst als parkeerplaats, de gebouwen als magazijnen en garages voor dienst- en aangeslagen wagens. De kantoren en het woonhuis van de portier richtte men in als voorlopige klas- en studielokalen voor het Universitair Centrum. Door de voortdurende uitbreiding van de Rijkswacht werd het nodig om de kazerne in de Ridderstraat, waar de diensten van Oost - en West-Vlaanderen zich bevonden, te vergroten of te verplaatsen. In 1968 kreeg het Openbare Ministerie een bouwvergunning voor het bouwen van een rijkswachtkazerne op de hoek van de Groendreef en de Lijsterstraat. De plannen hiervoor werden opgemaakt door de Gentse architect Albert E. Preys en de stabiliteitsingenieur J. Rathé. 
Eerste fase
Men is begonnen met de afbraak van de opslagplaatsen van Fil-Soetis op het einde van het jaar 1970. Op diezelfde plaats werden nieuwe gebouwen opgetrokken die in 1973 voor het eerst werden gebruikt. 
Tweede fase
In 1973 - 1974 werd een parkeergarage voorzien voor het rollend materieel van de Territoriale Groep aan de Lijsterstraat.
Derde fase
Op de hoek van de Groendreef en de Virginiastraat werd in 1981 een refter, keuken en medische afdeling voorzien.
Op die hoek staat een L-vormig gebouw van twee bouwlagen, met aan de kant van de Groendreef een toren van zes bouwlagen en een kleinere dakverdieping. In de Lijsterstraat heeft de gevel eenvoudige bakstenen met gekoppelde rechthoekige vensters. Aan de kant van de Groendreef vind je bovenaan over gans de gevel een erker met bandvensters en een parement van betonpanelen. Dit contrasteert met de meer gesloten bakstenen gevel van de teruggetrokken begane grond waardoor het visueel lijkt alsof deze loskomt van de grond. Dit is ook zo voor de toren die ook een teruggetrokken onderste bouwlaag heeft. Op de dakverdieping heb je een kroonlijst met diamantkoppen in polyester. Het meest in het oog springend aspect van de hoogbouw is de toepassing van architectonisch beton. Iets wat de architect Albert E. Preys reeds gebruikte bij het radiogebouw BRT 2 Oost-Vlaanderen in Gent. Het beton bestaat uit horizontaal gekoppelde tweezijdige panelen ter hoogte van de borstweringen van de lange oost- en westgevel van de toren.

### Gebouwen aan de kanaaloever
In de loop der tijden werden veel gebouwen afgebroken en nieuwe opgebouwd, maar de beeldbepalende gebouwen aan de kanaaloever bleven. Zij werden opgericht naar een ontwerp van Ferdinand Dierkens in 1924. Er waren ook art-deco-huizen die vroeger langs het gebouw stonden die bij het ontwerp hoorden, maar deze werden in de jaren zeventig afgebroken. Achter deze gebouwen vindt men delen van de oude fabrieksgebouwen onder raekemdaken (weverij). Aan de binnenkant werd alles volledig aangepast aan de nieuwe rol van het gebouw.
De gevelwand wordt gesplitst door de overbouwde toegang met topgevel. Zowel de rechterkant (waar vroeger de voormalige bureaus waren van de fabriek) als de linkerkant (het voormalig magazijn) hebben zeven traveeën en zijn gevat tussen hoger opgetrokken hoekrisaliet. De linkerkant heeft echter maar drie bouwlagen en is eenvoudiger uitgewerkt. Op de begane grond zijn er kruiskozijnen en op de verdiepingen erboven rechthoekige nissen waarin de vensters per travee gevat zijn. In het midden zijn er twee en een halve bouwlaag met beneden rondboogvormige vensters. In de zwikken zitten cartouches in art deco. Deze waren origineel bedoeld om opschriften met verschillende werelddelen te dragen. De venster boven zitten in rechthoekige nissen en boven de drie middelste traveeën heb je een bekronende attiek.
Binnenin de gebouwen is de meest opvallende ruimte de monumentale ontvangstruimte, de "marmeren zaal". Het plafond bestaat uit glas-in-lood, versierd met bladmotieven in art-nouveaustijl en ondersteund door gordelbogen die afwisselend dicht en ver van elkaar geplaatst zijn. In ruimte vind je ook pilasters die versierd zijn met motieven in pleisterwerk.

### Groendreef-site vandaag

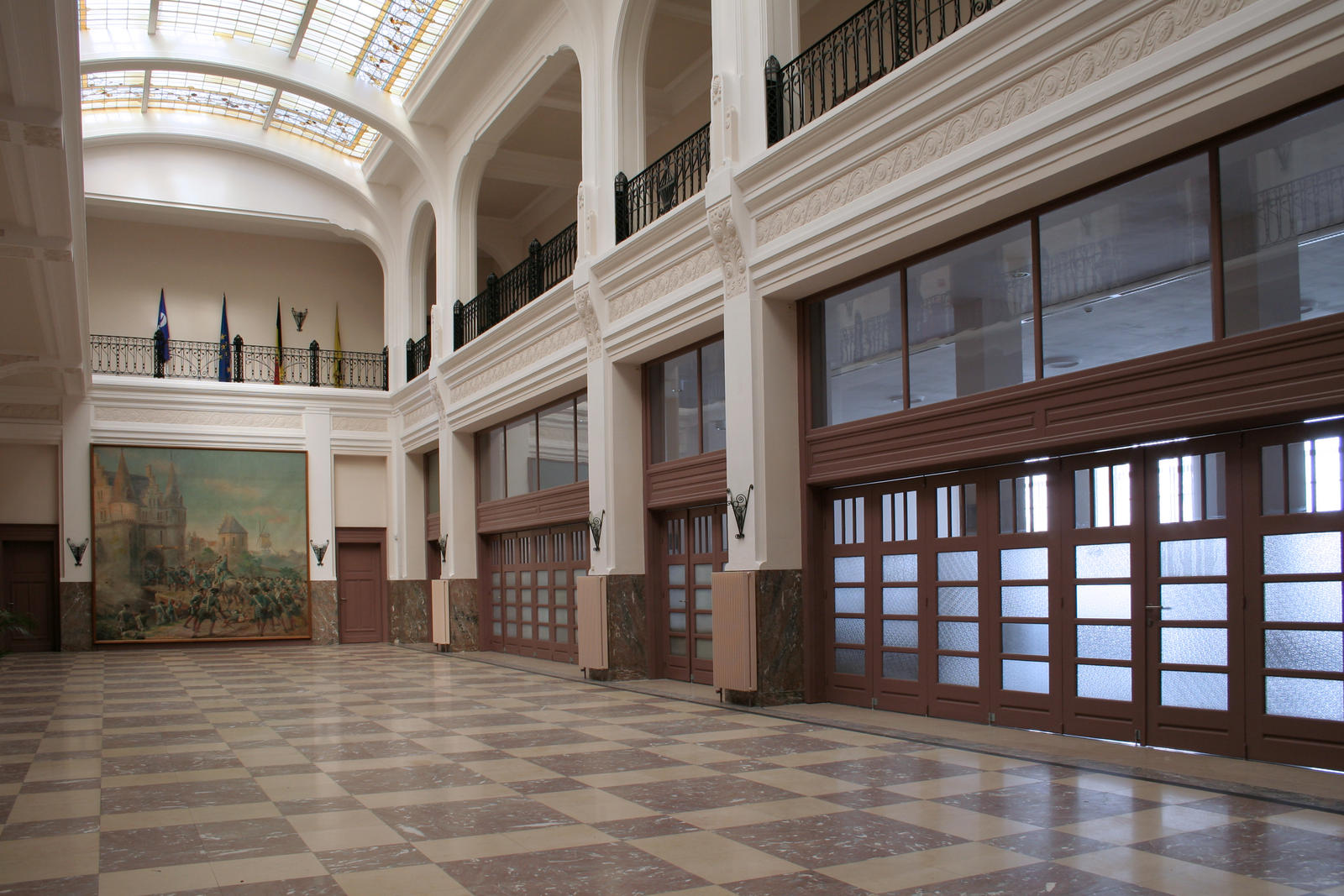
Rijkswachtkazerne - Diorama in de marmeren zaal

Vandaag is de federale politie gevestigd op de site en op termijn zou ook de lokale politie haar intrek nemen. Er werken een 600-tal mensen van verschillende diensten en directies. De site is ongeveer 7 hectare groot en bestaat uit meerdere kantoorgebouwen, sportterreinen, opslagplaatsen, een personeelsrestaurant en een garagecomplex. Omdat de behoeften van de politie diensten doorheen de jaren zijn veranderd, was de huidige infrastructuur aan vernieuwing toe.
- 2006-2009: renovatie blok A
- 2009-2010: renovatie blok B
- 2010: renovatie garagecomplex (blok L)
- 2010: renovatie sanitair complex (blok M)
- 2012-2013: bouw nieuw blok C
- 2016-2018: afbraak oude magazijnen

## Diorama Militaire
Centraal in de marmeren zaal hangt een doek uit het Diorama Militaire, van het militaire paviljoen van België. Het gaat om de vierde uit een reeks van 5 historische taferelen uit de militaire geschiedenis van Gent. Het werk is van de Gentse schilder Jules Gondry. De directeur van de weverij, Emile Coppieters, was een van de directeur-generaals van de expo waar deze taferelen werden tentoongesteld.

## Afbeeldingen

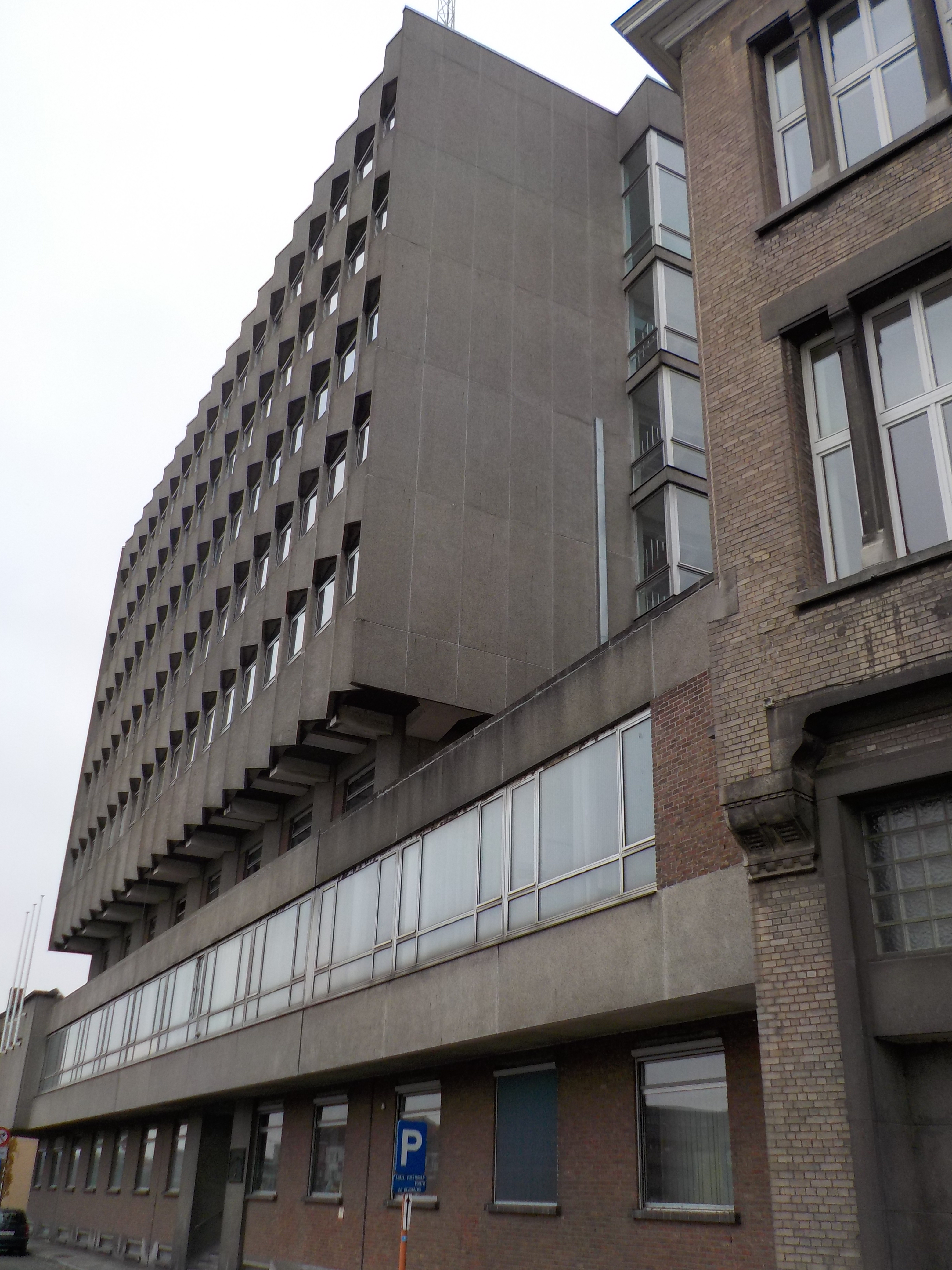
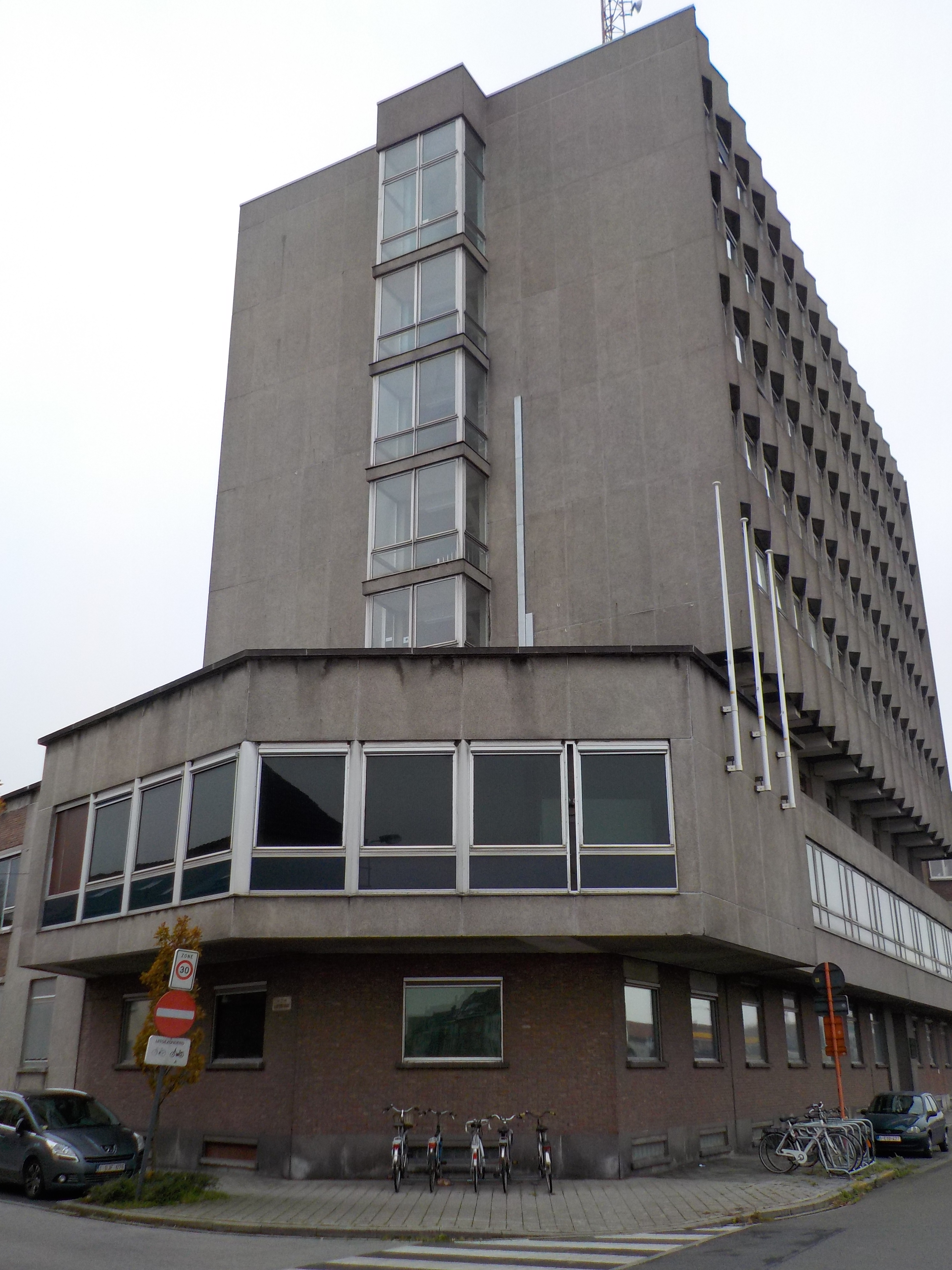
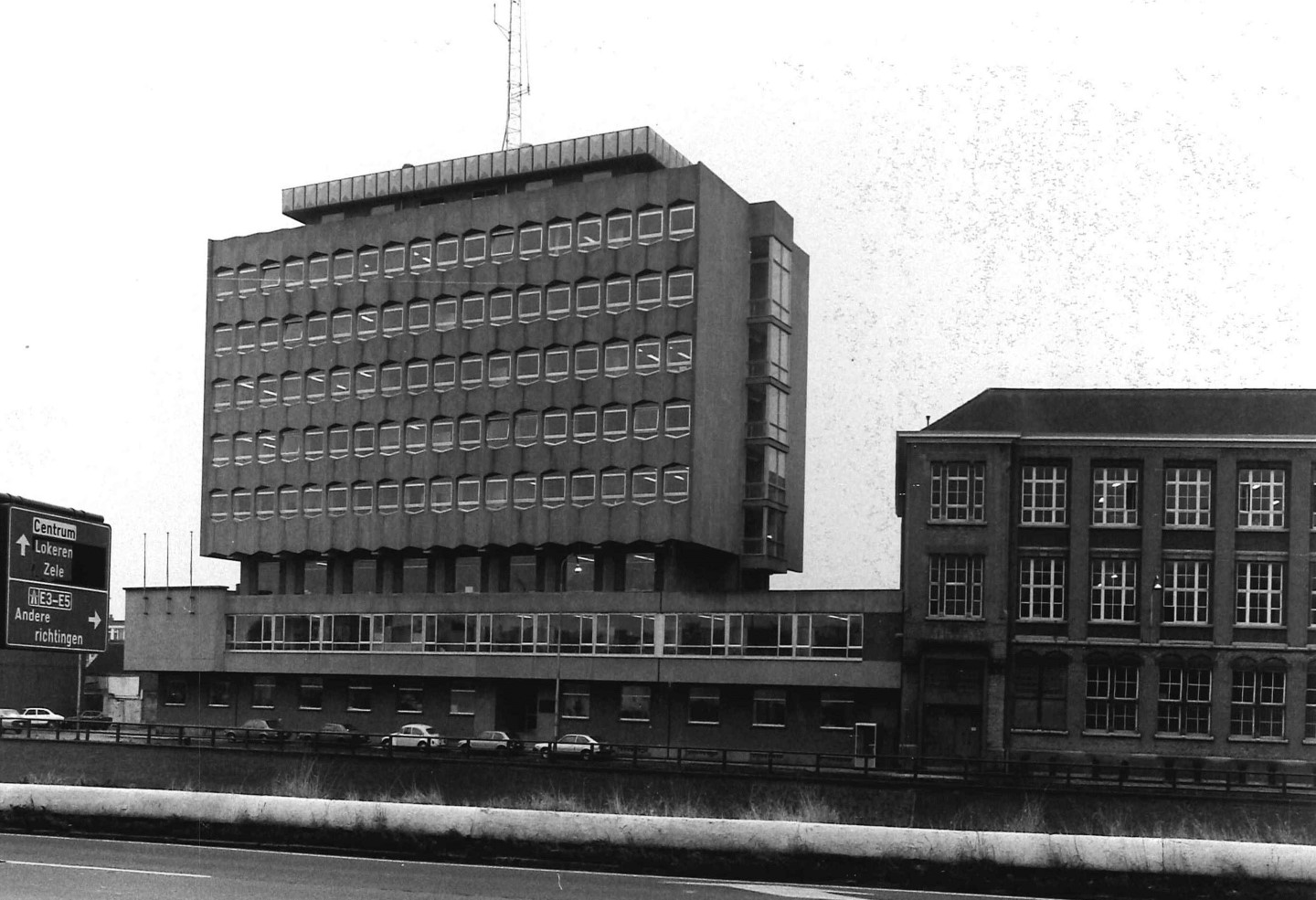
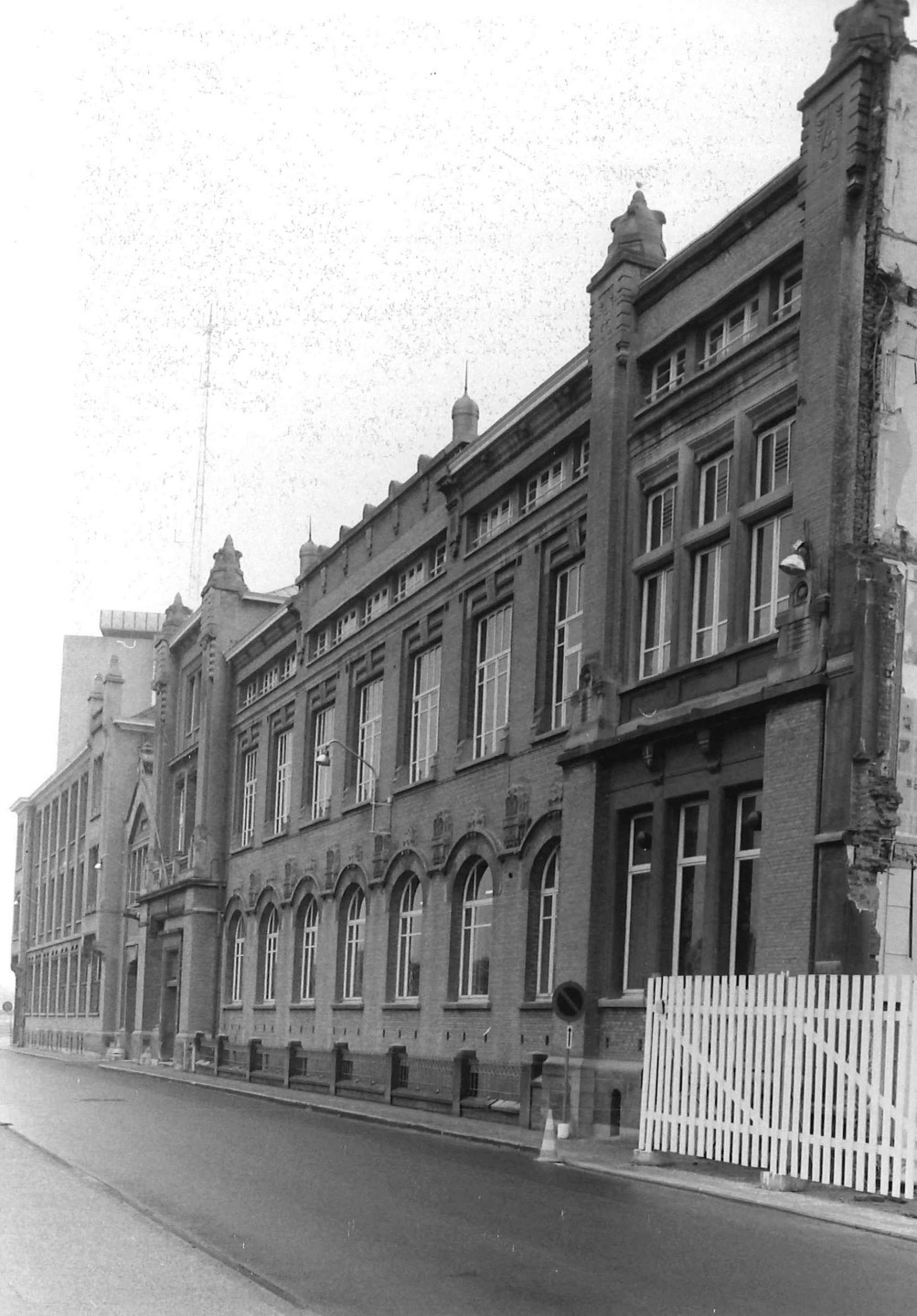
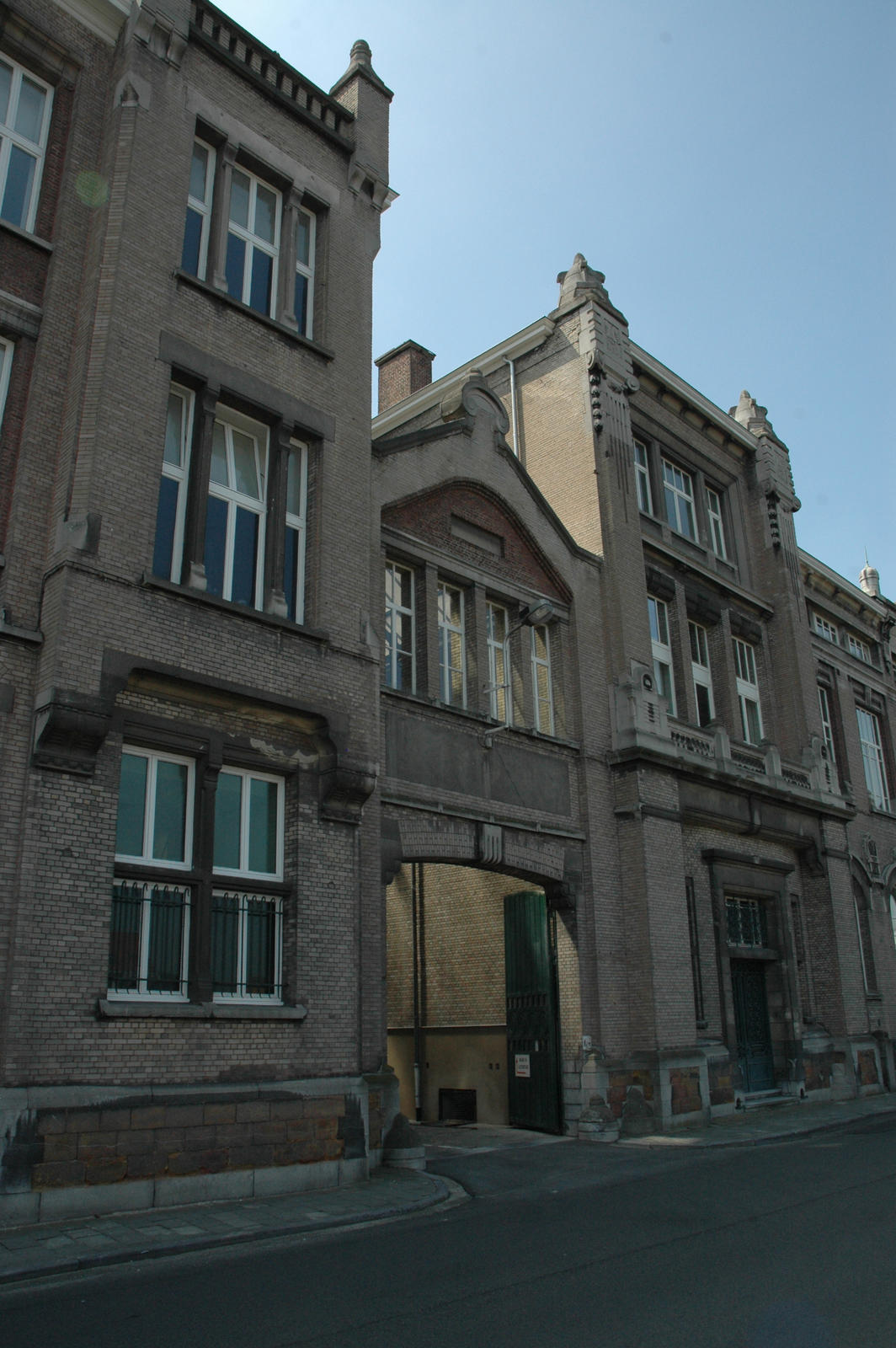
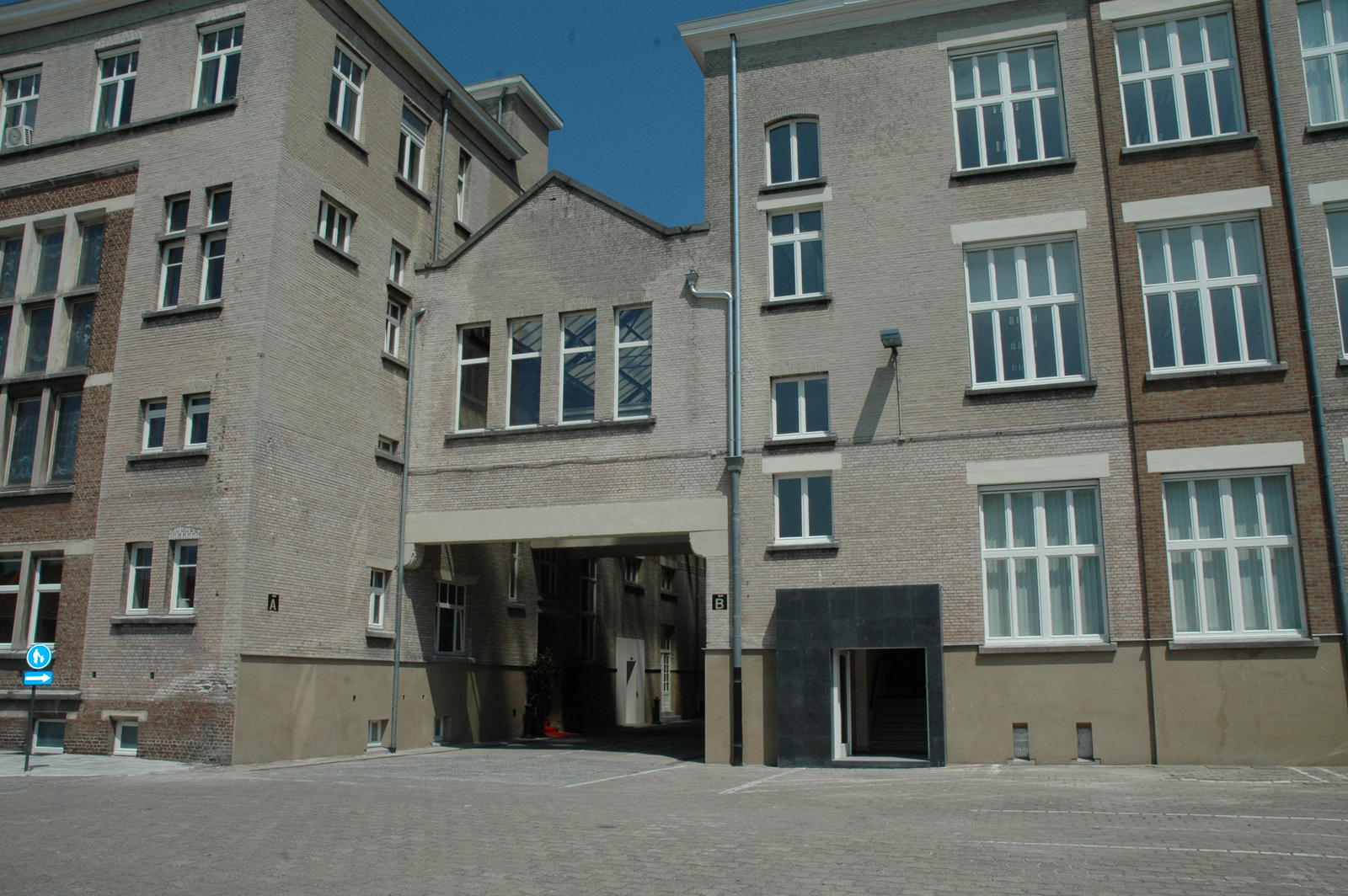
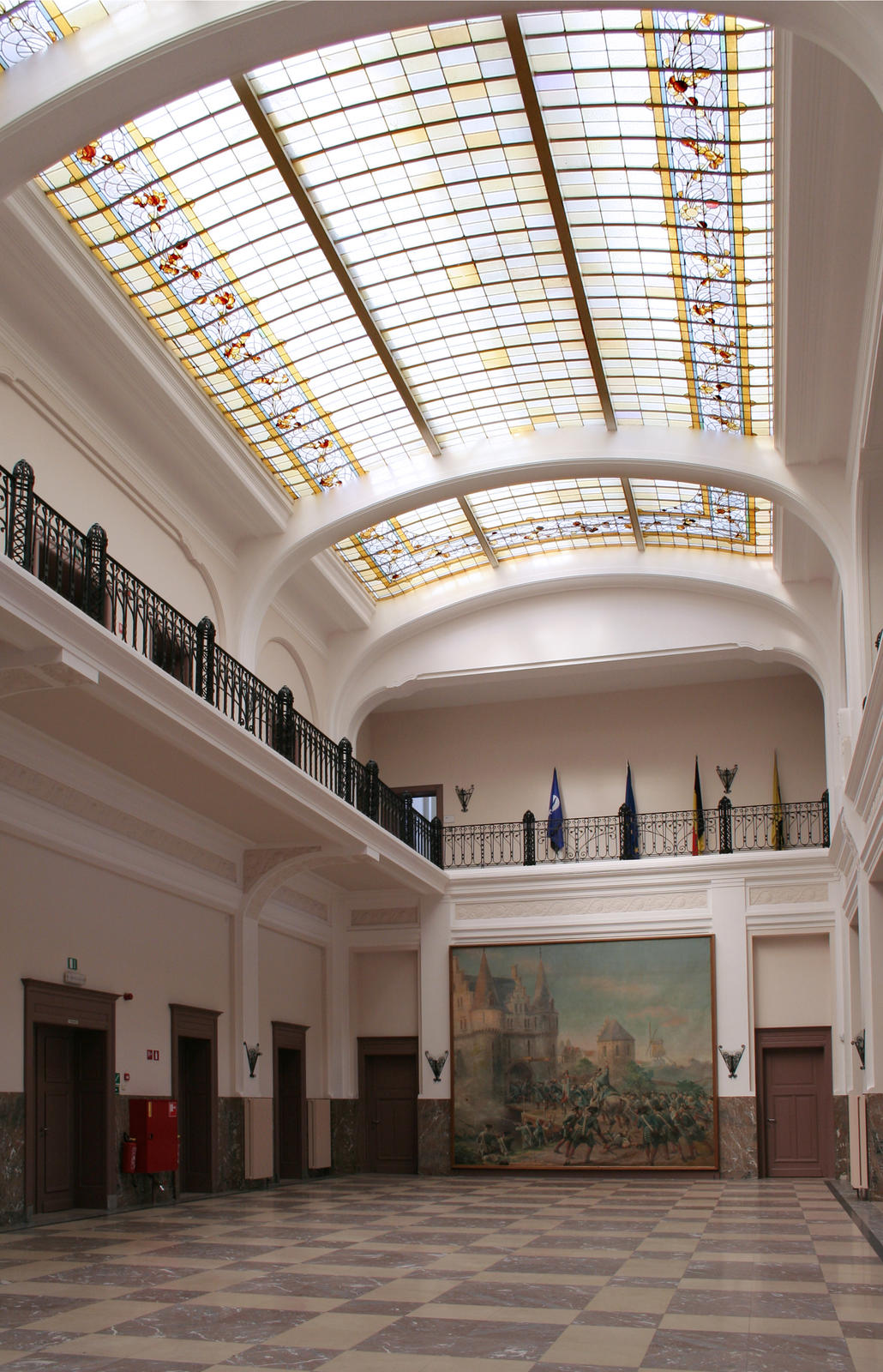
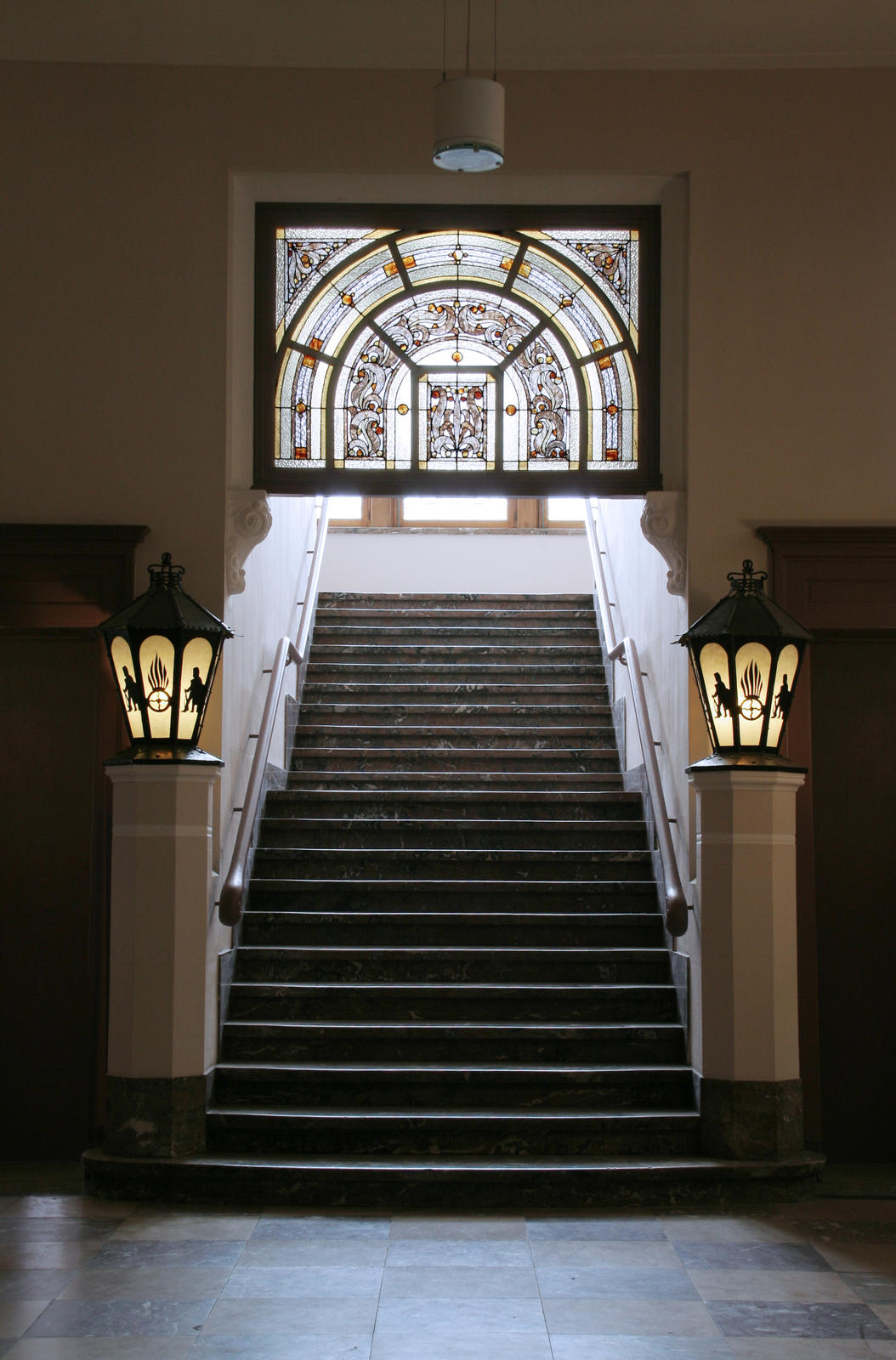
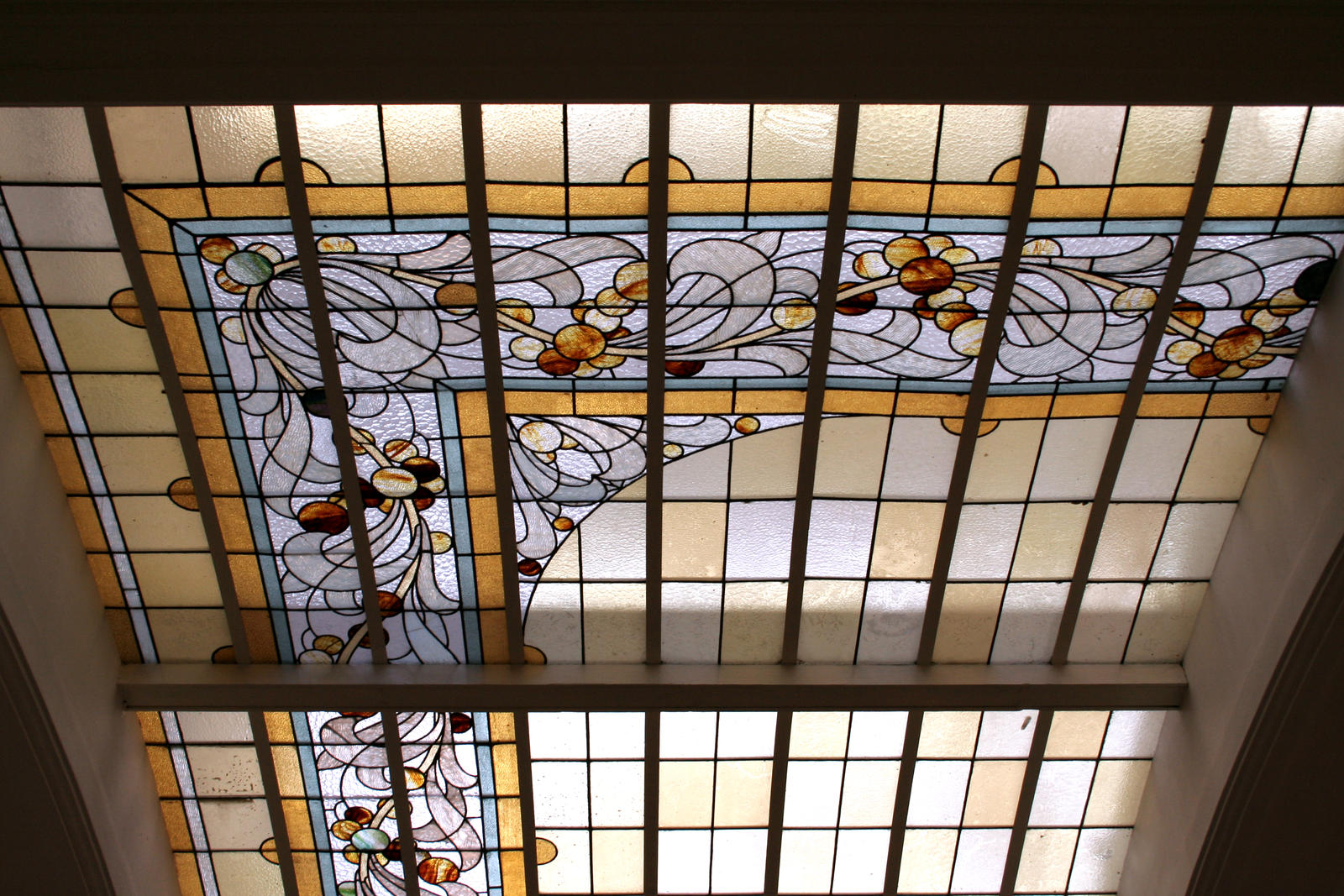